# Viquipèdia en tailandès
La Viquipèdia en Tailandès  (Tailandès: วิกิพีเดียภาษาไทย) és l'edició en tai de la Viquipèdia. Es va iniciar el 25 de desembre de 2003. El desembre de 2019, tenia més de 134.000 pàgines de contingut i 371.363 usuaris registrats.
El 31 de gener de 2006 la Viqupèdia tailandesa va ser reconeguda per primera vegada juntament amb la Viqupèdia anglesa a la premsa tailandesa.
La Wikipedia tailandesa es va donar a conéixer durant un fòrum públic en la crisi política tailandesa de 2005-2006, quan un membre va mencionar que els tailandesos havien de llegir l'article de Wikipedia sobre Thaksin Shinawatra, un ex primer ministre.